# Biały Kościół (Strzelin)

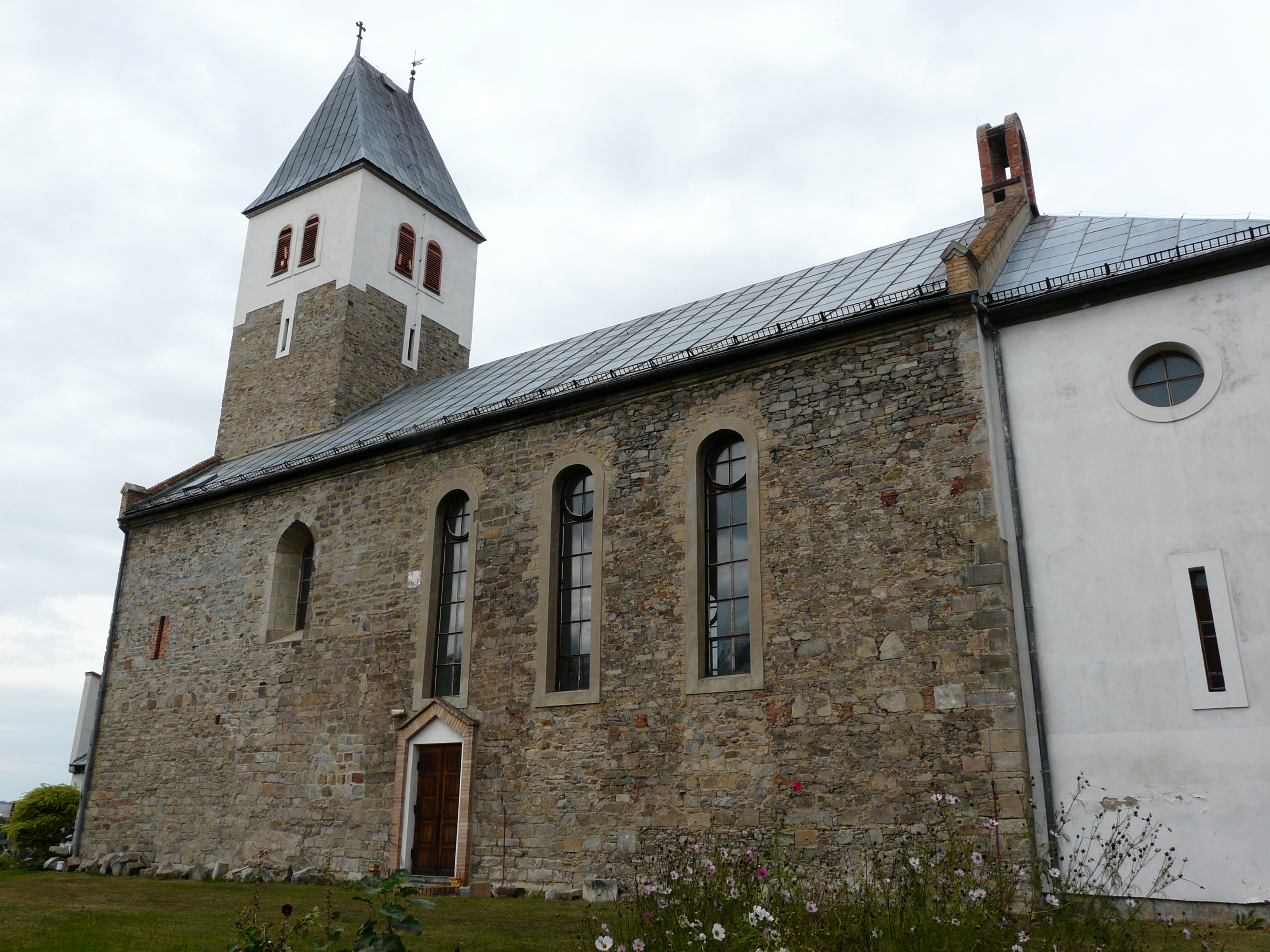
Marienkirche

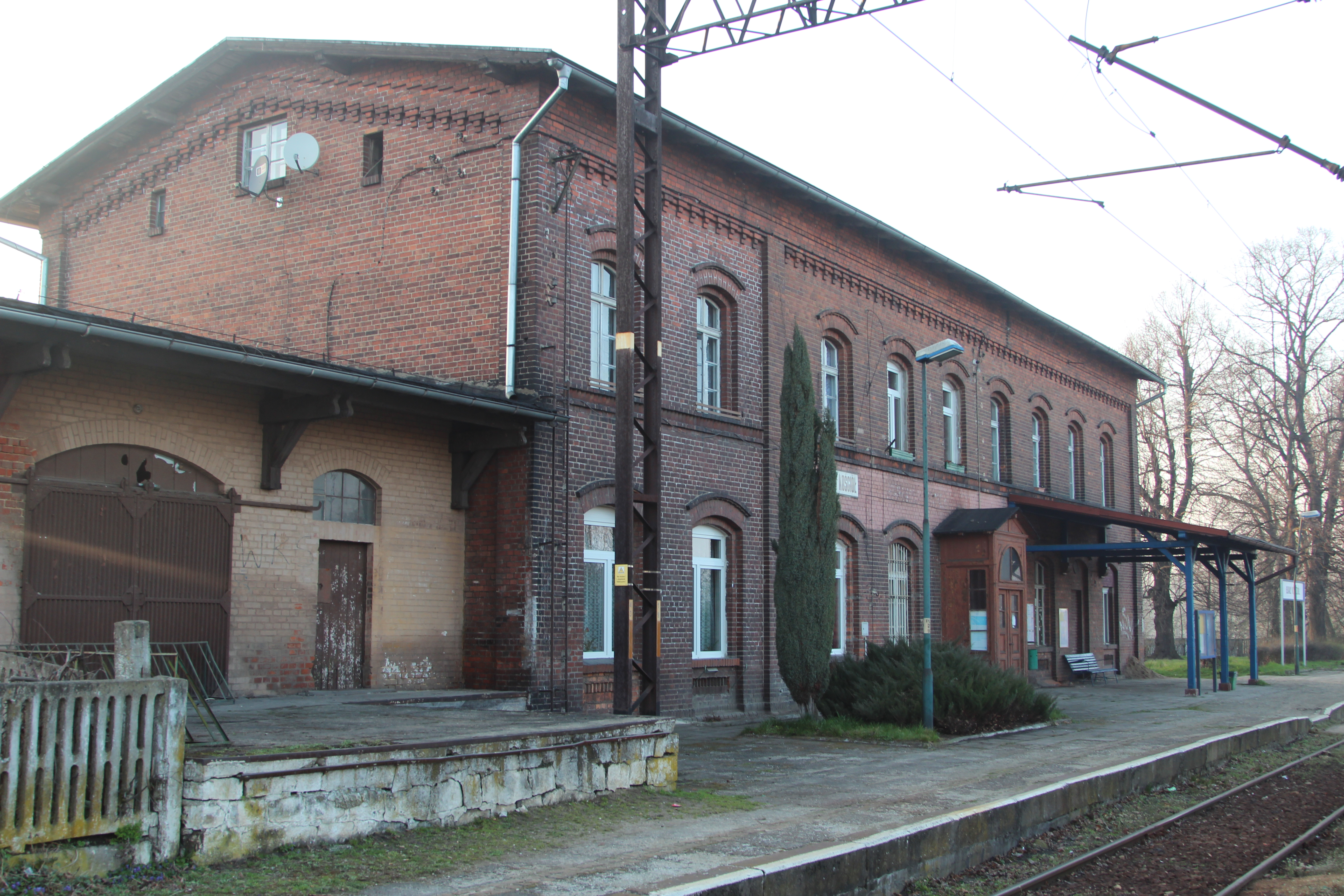
Empfangsgebäude an der Bahnstrecke Wrocław–Międzylesie

Biały Kościół (deutsch Steinkirche) ist ein Dorf in der Stadt- und Landgemeinde Strzelin (Strehlen) im Powiat Strzeliński der Woiwodschaft Niederschlesien in Polen.

## Lage
Biały Kościół liegt etwa sieben Kilometer südlich von Strzelin (Strehlen) und 44 Kilometer südlich von Breslau.
Nachbarorte sind Wąwolnica (Wammelwitz) im Westen, Szczodrowice (Wammen) im Norden, Gębczyce (Geppersdorf) im Südosten. 

## Geschichte
Der Westhang des Rummelgebirges bei Strehlen wurde während der Amtszeit des Breslauer Bischofs Thomas I. von 1232 bis 1264 besiedelt. Einer Legende nach soll Steinkirche von Herzog Bolko I. von Schweidnitz gegründet worden sein, der dort 1256 zur Entlastung der Pfarrkirche in Strehlen eine neue Kirche erbaute. Die 1264 als „nova ecclesia“ erwähnte Kirche, wurde 1301 in das Klarissenkloster in Strehlen inkorporiert. 1382 wurde der Ort in einer Urkunde als „Hoenkirche“ bzw. „Steinekirche“ erwähnt. Durch Teilung des Herzogtums Schweidnitz gelangte Steinkirche 1321 an das von Herzog Bolko II. begründete Herzogtum Münsterberg. In der Reformationszeit fiel der klösterliche Besitz an Herzog Friedrich II. von Liegnitz. Danach wurde Steinkirche dem Domänenamt Rothschloß zugewiesen. Nach dem Tod des Brieger Herzogs Georg Wilhelm I. 1675 erloschen die Schlesischen Piasten. Damit fiel Steinkirche durch Heimfall an Böhmen.
Nach dem Ersten Schlesischen Krieg fiel Steinkirche mit dem größten Teil Schlesiens an Preußen. 1783 zählte Steinkirche eine evangelische Kirche, zwei Bauern, die siebeneinhalb Hufen Land besaßen, 18 Feuerstellen und 92 Einwohner. Von 1766 bis 1780 wurden im Kirchspiel 955 Kinder getauft, 789 Personen begraben und 214 Paare getraut.
Steinkirche gehörte zum Landkreis Strehlen und unterstand der Kriegs- und Domänenkammer Breslau das im Zuge der Stein-Hardenbergischen Reformen 1815 dem Regierungsbezirk Breslau der Provinz Schlesien zugewiesen wurde. 1845 zählte Steinkirche 30 Häuser, ein Freigut, eine Freischoltisei, 229 überwiegend evangelische Einwohner (11 katholisch), eine evangelische Pfarrkirche unter königlichen Patronat, eine Pfarrwidum, eine evangelische Schule, eine Wassermühle mit zwei Einwohnern, sieben Handwerker, ein Krämer und ein Steinbruch. Katholisch war Steinkirche nach Danchwitz gepfarrt. Das massive Schulhaus mit zwei Klassen und Lehrerwohnung wurde 1839 neu erbaut. Eingeschult waren: Gambitz, Geppersdorf, Wammen, Wammelwitz, im Kreis Münsterberg: Neu-Karlsdorf und gastweise: Polnisch-Neudorf und Danchwitz.
Als Folge des Zweiten Weltkriegs fiel Steinkirche 1945 mit dem größten Teil Schlesiens an Polen. Nachfolgend wurde es in Biały Kościół umbenannt. Die deutschen Einwohner wurden – soweit sie nicht schon vorher geflohen waren – vertrieben. Die neu angesiedelten Bewohner stammten teilweise aus Ostpolen, das an die Sowjetunion gefallen war.

## Sehenswürdigkeiten
- Die römisch-katholische Pfarrkirche Mariä Heimsuchung (polnisch Kościół p. w. Nawiedzenia Najświętszej Maryi Panny), bis 1945 evangelische St.-Michaels-Kirche, wurde erstmals 1264 erwähnt und war ursprünglich eine romanische Saalkirche. Seit 1550 wurde sie von evangelischen Gläubigen genutzt. Nach Bränden 1643 und 1768 wurde sie 1827 im klassizistischen Stil umgebaut und erweitert. Nach der Zerstörung im Zweiten Weltkrieg wurde sie nach 1985 wiederaufgebaut. In der Vorhalle steht ein Taufstein aus dem Frühmittelalter.[4]